# Formación Bajo Pobre
Bajo Pobre es una formación geológica de edad Aaleniano - Oxfordiano, de distribución areal muy amplia en todo el Macizo del Deseado, en la Provincia de Santa Cruz, Argentina. Los principales afloramientos se ubican en el sector central del macizo, mientras que otros de menor envergadura se ubican en el sector nororiental.

## Litología
La Formación está constituida principalmente por basaltos cuya textura dominante es afírica masiva, aunque también pueden ser en ocasiones porfírica, con fenocristales de olivina y plagioclasa en una matriz afanítica. También está constituida en menor medida por basandesitas y andesitas de colores oscuros, tobas, lapillitas, areniscas y aglomerados volcánicos.
Panza menciona la presencia de flora fósil en regular estado de conservación en las areniscas.

## Ambiente
Los basaltos se originaron a partir de material básico de origen mantélico que ascendió por fracturas llegando a superficie en el inicio del proceso de rifting Jurásico.
En cuanto a los depósitos aglomerádicos y sedimentarios asociados, corresponderían los primeros a procesos explosivos y los segundos a la destrucción de coladas y conos volcánicos por erosión principalmente fluvial.

## Relaciones estratigráficas
La Formación Bajo Pobre se apoya en discordancia erosiva sobre la Formación Roca Blanca, de edad Liásica media a tardía, quizás Dogger muy temprana. Por su parte, está cubierta en discordancia erosiva por las rocas volcánicas y sedimentarias del Grupo Bahía Laura consideradas de edad post-bajociano.